# 종이

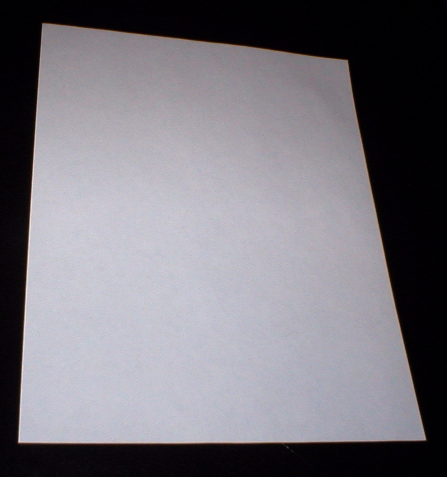
한 장의 종이.

종이(紙) 또는 페이퍼(영어: paper)는 목재, 천, 풀, 초식동물 배설물, 사탕수수 찌꺼기, 대리석 자투리 또는 다른 식물원에서 얻은 셀룰로스 섬유를 물에 기계적 또는 화학적으로 가공하여 생산되는 얇은 판상 재료이다. 물이 가는 망을 통해 배수되면 섬유가 표면에 고르게 분포되고, 이를 압착하고 건조할 수 있다.
제지 과정은 동아시아, 아마도 중국에서 적어도 서기 105년경에 한나라 궁정 환관 채륜에 의해 개발되었으나, 가장 오래된 종이의 고고학적 파편은 기원전 2세기 중국에서 발견되었다.
종이는 원래 손으로 낱장으로 만들어졌지만, 오늘날에는 대규모 기계로 대량 생산된다. 일부 기계는 너비 10미터의 롤을 분당 2,000미터 속도로 생산하며 연간 최대 600,000톤을 생산한다. 인쇄, 페인팅, 그래픽, 간판, 디자인, 포장, 장식, 쓰기, 청소 등 다양한 용도로 사용되는 다용도 재료이다. 또한 거름종이, 벽지, 책의 속지, 보존지, 라미네이트 작업대, 두루마리 휴지, 통화, 보안지 등으로 사용되거나 다양한 산업 및 건설 과정에서 사용될 수 있다.

## 역사

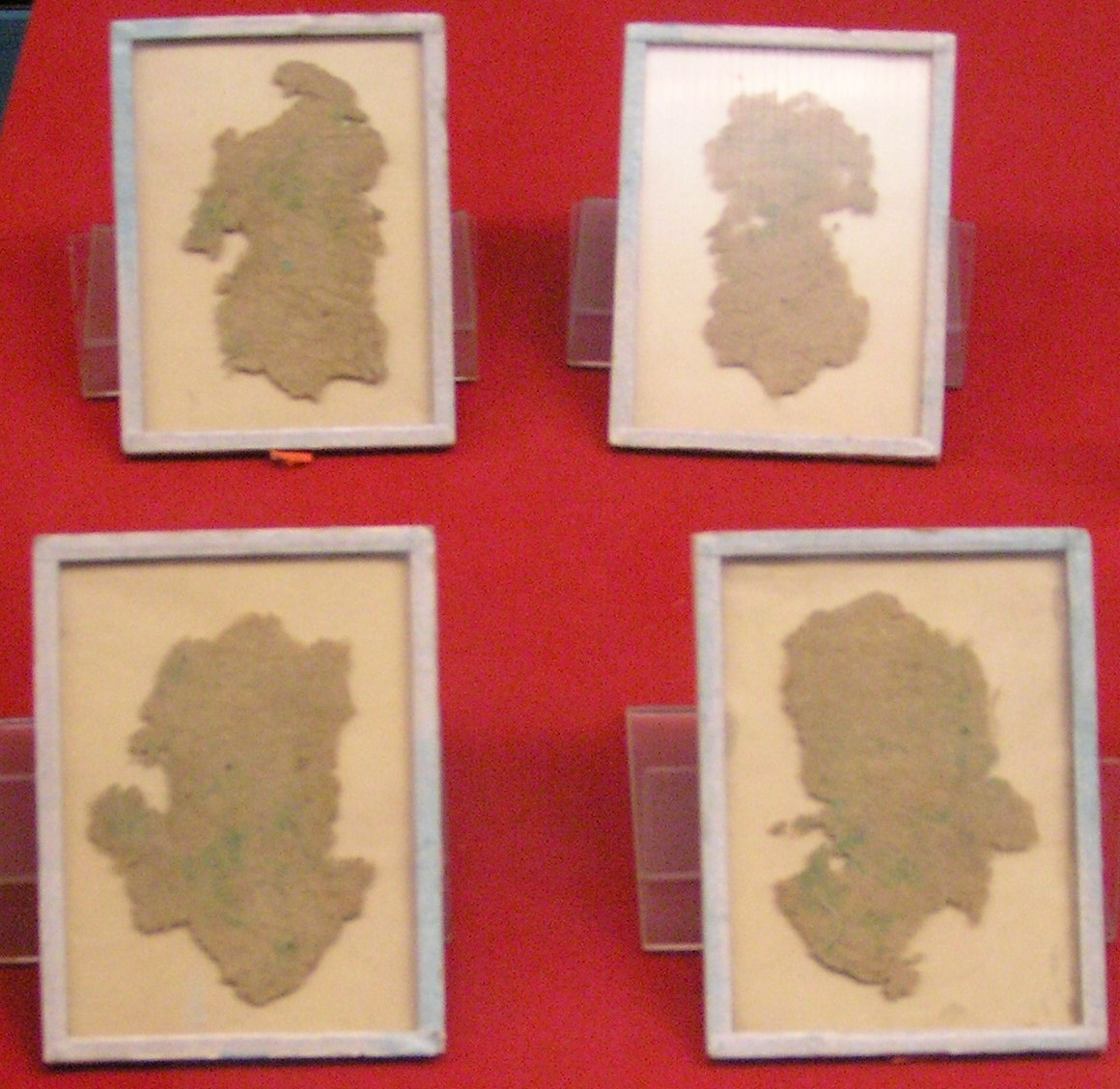
삼 포장지, 중국, c. 100 BCE

현대 종이의 직접적인 전구체의 가장 오래된 고고학적 파편은 기원전 2세기 중국에서 발견되었다. 펄프 제지 과정은 서기 2세기의 한나라 궁정 환관 채륜에게 기인한다.
제지술에 대한 지식은 서기 751년 탈라스 전투 이후 포로로 잡힌 두 명의 중국 제지 기술자가 제지 '비밀'을 추출하는 데 사용되면서 이슬람 세계로 전파되었다고 한다. 이 이야기의 진위는 불확실하지만, 곧 사마르칸트에서 종이가 만들어지기 시작했다. 13세기에 종이의 지식과 용도는 중동에서 중세 유럽으로 퍼져나갔고, 그곳에서 최초의 수력 제지소가 건설되었다. 종이가 바그다드를 통해 서방에 소개되었기 때문에, 처음에는 바그다티코스(bagdatikos)라고 불렸다. 19세기에는 산업화로 인해 종이 제조 비용이 크게 줄어들었다. 1844년, 캐나다 발명가 찰스 페너티와 독일 발명가 프리드리히 고틀로프 켈러는 독립적으로 목재 섬유를 펄프로 만드는 공정을 개발했다.

## 초기 섬유원
종이 생산이 산업화되기 전에는 가장 일반적인 섬유원은 넝마라고 불리는 사용된 직물에서 재활용된 섬유였다. 넝마는 삼, 아마포 및 면섬유로 만들어졌다. 재활용 종이에서 인쇄 잉크를 제거하는 공정은 독일 법률가 유스투스 클라프로트가 1774년에 발명했다. 오늘날 이 방법은 탈묵이라고 불린다. 1843년 목재 펄프가 도입되기 전까지 종이 생산은 넝마주이가 수집한 재활용 재료에 의존했다.

## 어원
'paper'라는 단어는 어원적으로 라틴어 papyrus에서 파생되었으며, 이는 그리스어 πᾰ́πῡρος (pápūros)에서 유래한 것으로, 파피루스 식물을 의미한다. 파피루스는 파피루스 식물의 속에서 생산되는 두껍고 종이와 유사한 재료로, 종이가 도입되기 전에 고대 이집트와 다른 지중해 문화권에서 필기에 사용되었다. 'paper'라는 단어는 어원적으로 파피루스에서 유래했지만, 이 둘은 다른 재료와 생산 방법을 사용하는 별개의 기술적 발전이다. 파피루스는 천연 식물 섬유를 층층이 쌓아 만든 것이고, 종이는 침연을 통해 특성이 변형된 섬유로 제조된다. 파피루스는 여러 단점이 있었고, 결국 양피지나 종이와 같은 다른 필기 매체로 대체되었다. 파피루스는 주로 이집트에서 자라는 식물에 지리적으로 제한되었으며, 종이에 비해 생산 비용이 더 비싸고 노동 집약적이었다. 또한 더 약하고 습기에 민감하여 습한 환경에서 쉽게 부서지는 경향이 있었다.

## 제지술

### 화학 펄프화
나무에서 펄프를 만들기 위해 화학 펄프화 공정은 리그닌을 셀룰로스 섬유와 분리한다. 조리액을 사용하여 리그닌을 녹인 다음 셀룰로스에서 씻어내는데, 이는 셀룰로스 섬유의 길이를 보존한다. 화학 펄프에서 만들어진 종이는 리그닌 프리 용지라고도 불린다. (이는 트리프리 페이퍼와 혼동해서는 안 된다). 시간이 지남에 따라 변질되는 리그닌을 포함하지 않기 때문이다. 펄프는 또한 표백되어 흰 종이를 생산할 수도 있지만, 이는 섬유의 5%를 소모한다. 화학 펄프화 공정은 이미 90%가 셀룰로스인 면으로 만든 종이를 만드는 데 사용되지 않는다.

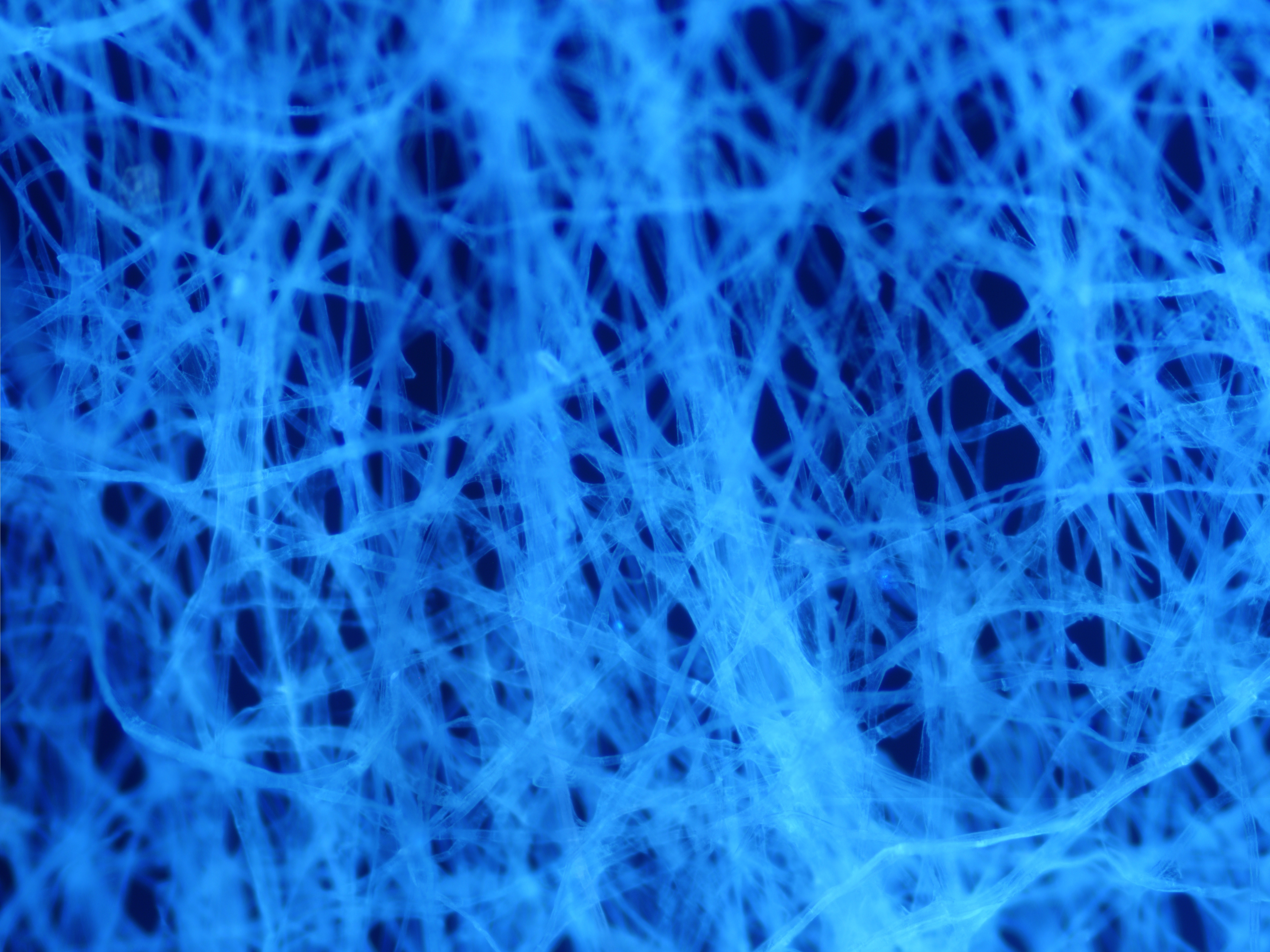
종이의 미세 구조: 휴지의 자가형광 현미경 사진. 자외선 조사 하에서. 이 샘플의 개별 섬유는 지름 약 10 μm이다.

주요 화학 펄프화 공정은 세 가지가 있다: 아황산 공정은 1840년대부터 시작되어 제2차 세계대전 전에는 지배적인 방법이었다. 1870년대에 발명되어 1890년대에 처음 사용된 크라프트법은 현재 가장 일반적으로 사용되는 전략이다. 장점 중 하나는 리그닌과의 화학 반응으로 열이 발생하여 발전기를 가동하는 데 사용할 수 있다는 것이다. 크라프트 공정을 사용하는 대부분의 펄프 공장은 전력망에 순 기여자이거나 인접한 제지소를 가동하는 데 전기를 사용한다. 또 다른 장점은 이 공정이 모든 무기 화학 시약을 회수하고 재사용한다는 것이다. 소다 펄프법은 짚, 사탕수수 찌꺼기 및 높은 규산염 함량을 가진 활엽수를 펄프화하는 데 사용되는 또 다른 특수 공정이다.

### 기계 펄프화
주요 기계 펄프는 두 가지가 있다: 열기계 펄프(TMP)와 목재 펄프(GW). TMP 공정에서는 목재를 칩으로 잘라 증기로 가열된 정련기에 공급하여 두 개의 강철 디스크 사이에서 칩을 압착하여 섬유로 변환한다. 목재 펄프 공정에서는 껍질을 벗긴 통나무를 연마기에 공급하여 회전하는 돌에 눌러 섬유로 만든다. 기계 펄프화는 리그닌을 제거하지 않으므로 수율이 95% 이상으로 매우 높다. 그러나 리그닌은 생산된 종이가 시간이 지남에 따라 노란색으로 변하고 부서지기 쉽게 만든다. 기계 펄프는 섬유 길이가 짧아서 약한 종이를 생산한다. 기계 펄프를 생산하는 데 많은 전력량이 필요하지만, 화학 펄프보다 비용이 적게 든다.

### 탈묵 펄프
종이 재활용 공정은 화학적으로 또는 기계적으로 생산된 펄프를 사용할 수 있다. 물과 섞고 기계적 작용을 가하여 종이의 수소 결합을 끊고 섬유를 다시 분리할 수 있다. 대부분의 재활용 종이는 품질을 위해 일정 비율의 버진 섬유를 포함한다. 일반적으로 탈묵 펄프는 수집된 종이와 같거나 낮은 품질을 갖는다.
재활용 섬유는 세 가지 주요 분류로 나뉜다:
- 제지 공장 파지 또는 내부 공장 폐기물 – 이는 제지 공장 자체에서 생산된 모든 표준 미달 또는 등급 변경 용지를 포함하며, 다시 제조 시스템으로 들어가 펄프화되어 종이로 재탄생한다. 이러한 규격 외 용지는 판매되지 않으므로 일반적으로 진정한 회수 재활용 섬유로 분류되지 않는다. 그러나 대부분의 제지 공장은 재활용이 인기를 얻기 훨씬 전부터 오랫동안 자체 폐기물 섬유를 재사용해 왔다.
- 프리컨슈머 폐기물 – 이는 길로틴 트리밍 및 봉투 블랭크 폐기물과 같은 절단 및 가공 폐기물이다. 이는 제지 공장 외부에서 발생하며 잠재적으로 매립될 수 있는 진정한 재활용 섬유원이다. 여기에는 탈묵된 프리컨슈머 폐기물(인쇄되었지만 의도된 최종 용도에 도달하지 않은 재활용 재료, 예: 인쇄소 폐기물 및 미판매 출판물)이 포함된다.[12]
- 포스트컨슈머 폐기물 – 이는 의도된 최종 용도로 사용된 종이의 섬유로, 사무실 폐기물, 잡지 용지 및 신문용지를 포함한다. 이 재료의 대부분은 디지털 방식이나 리소그래피 또는 그라비아와 같은 더 전통적인 방식으로 인쇄되었으므로, 인쇄된 종이로 재활용되거나 먼저 탈묵 과정을 거치게 된다.

재활용 종이는 100% 재활용 재료로 만들어지거나 버진 펄프와 혼합될 수 있지만, (일반적으로) 후자로 만든 종이만큼 강하거나 밝지는 않다.

### 첨가제
섬유 외에도 펄프에는 백악이나 고령석과 같은 충전제가 포함될 수 있으며, 이는 인쇄 또는 필기 특성을 향상시킨다. 사이징 목적으로 첨가제가 펄프에 혼합되거나 제조 공정의 후반에 종이 웹에 적용될 수 있다. 이러한 사이징의 목적은 잉크나 페인트에 적합한 표면 흡수도를 설정하는 것이다.

### 종이 생산

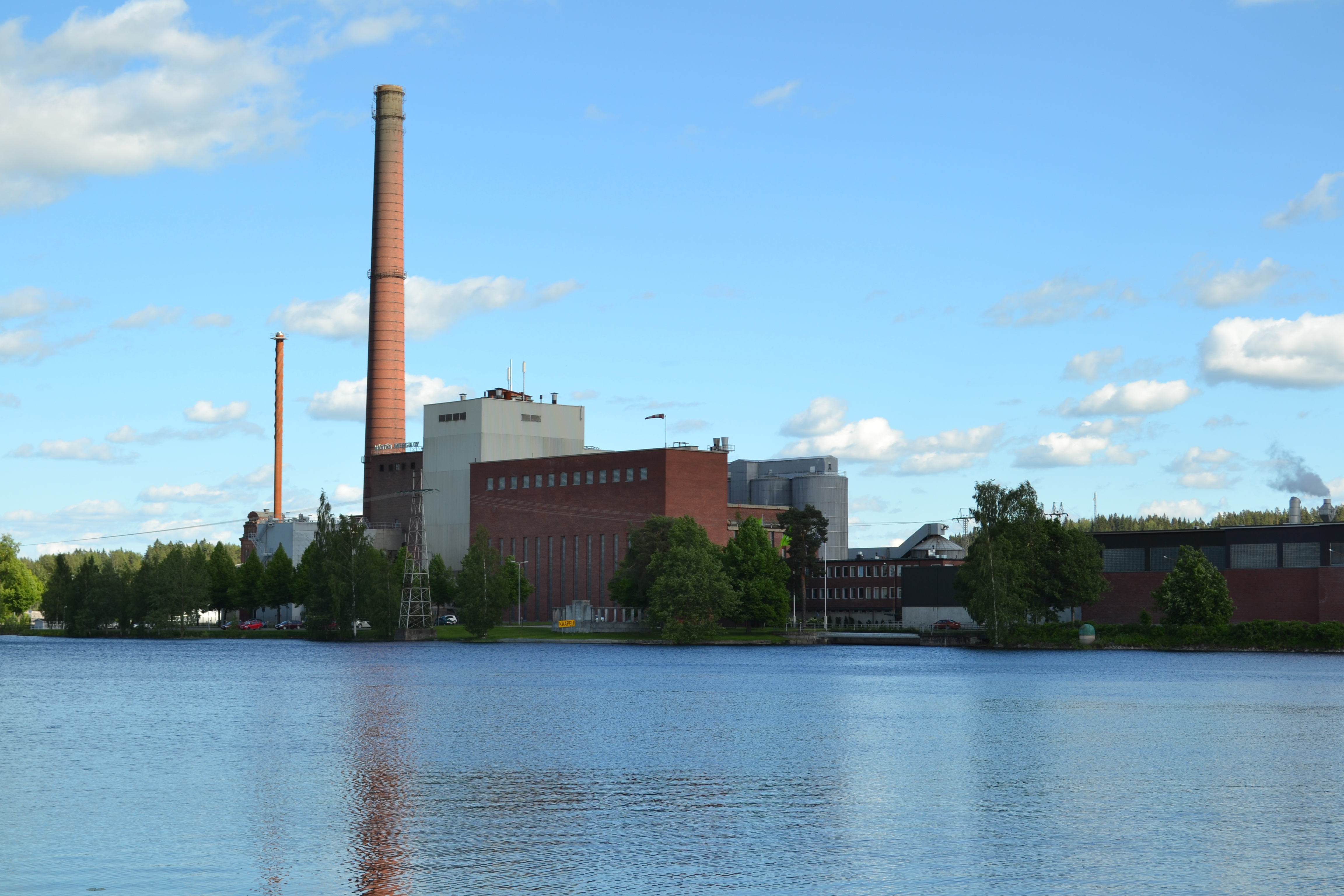
핀란드 만타빌풀라에 있는 제지소

펄프는 초지기에 공급되어 종이 웹으로 형성되고, 압착 및 건조를 통해 물이 제거된다.
시트를 압착하여 물리적으로 물을 제거한다. 시트에서 물이 강제로 제거되면, 전통적인 펠트와 혼동해서는 안 되는 특수 펠트가 물을 모으는 데 사용된다. 손으로 종이를 만들 때는 대신 흡수지를 사용한다.
건조는 공기나 열을 사용하여 종이 시트에서 물을 제거하는 것을 포함한다. 제지 초기에는 시트를 세탁물처럼 걸어 건조했지만, 현대에는 다양한 형태의 가열 건조 메커니즘이 사용된다. 초지기에서는 증기 가열식 캔 건조기가 가장 일반적이다. 이들은 93 °C (200 °F) 이상의 온도에 도달할 수 있으며, 40개 이상의 캔으로 이루어진 긴 배열에서 사용되어 발생하는 열로 종이의 수분 함량을 6% 미만으로 쉽게 건조할 수 있다.

### 마무리

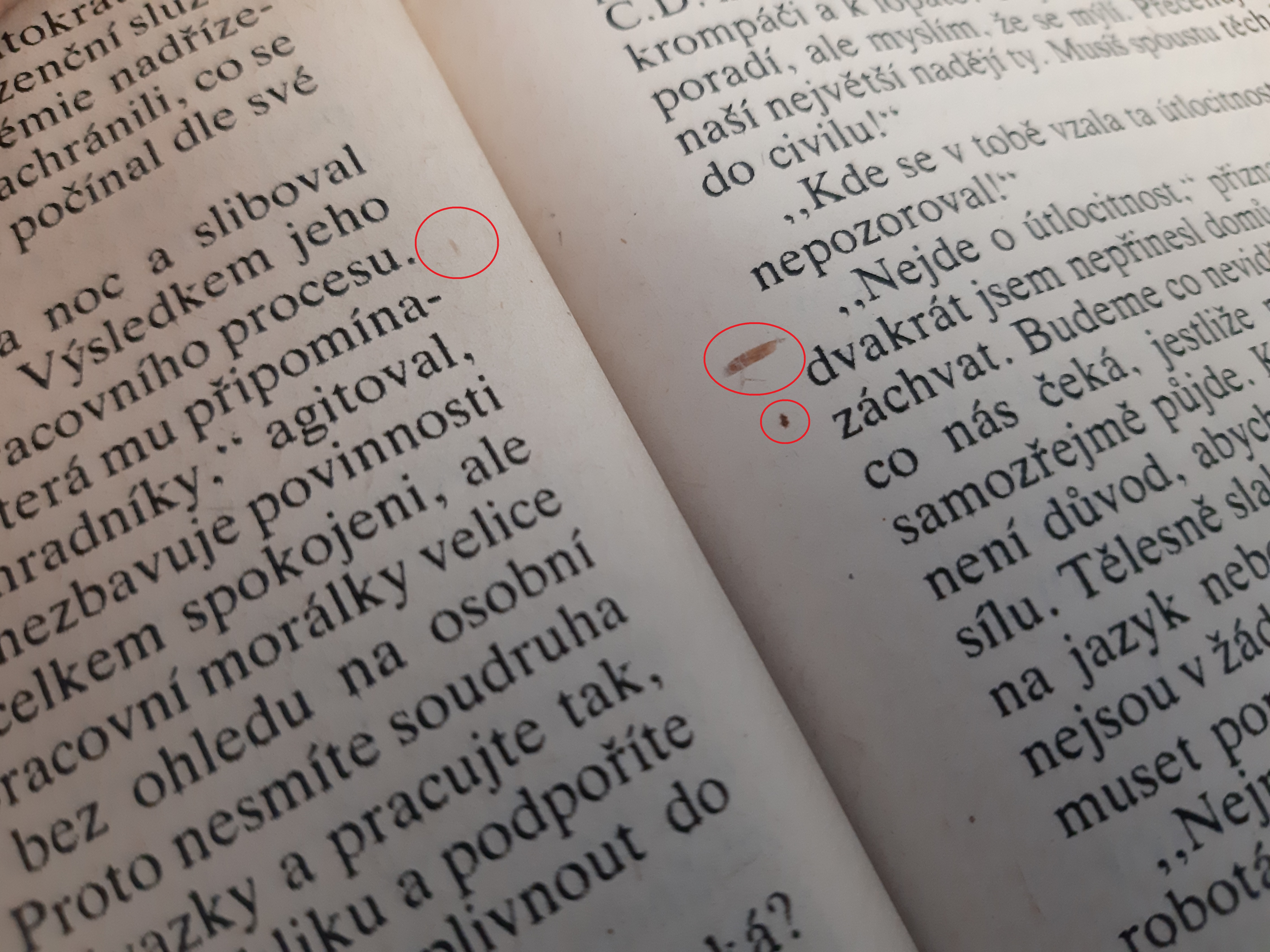
산성 종이에 인쇄된 1991년도 저품질 책. 나무 조각이 보인다.

그 후 종이는 다양한 응용 분야에서 사용될 수 있도록 물리적 특성을 변경하기 위해 사이징 과정을 거칠 수 있다.
이 시점에서 종이는 무코팅 상태이다. 아트지는 고해상도 망점 스크린에 더 적합한 표면을 만들기 위해 탄산 칼슘 또는 고령석과 같은 재료의 얇은 층이 한쪽 또는 양쪽에 적용된다. (무코팅 종이는 150lpi 이상의 스크린에는 거의 적합하지 않다.) 코팅 또는 무코팅 종이는 캘린더링으로 표면을 연마할 수 있다. 코팅 종이는 무광, 반광 또는 실크, 그리고 유광으로 나뉜다. 유광 종이는 인쇄된 이미지에서 가장 높은 광학 밀도를 제공한다.
종이는 웹 인쇄 프레스에 사용될 경우 릴에 감기거나, 다른 인쇄 공정 또는 다른 목적을 위해 시트로 절단된다. 종이의 섬유는 기본적으로 기계 방향으로 배열된다. 시트는 일반적으로 "롱그레인"으로 절단되는데, 즉 결이 시트의 더 긴 치수와 평행하게 놓인다. 연속 용지 (또는 연속 문구)는 폭에 맞춰 절단되고 가장자리에 구멍이 뚫리며, 스택으로 접힌다.

#### 종이 결
포드리니어 초지기와 같은 초지기로 생산되는 모든 종이는 망사 종이이다. 즉, 웹을 운반하는 와이어 망이 종이 결을 따라 그리고 결을 가로질러 동일한 밀도를 갖는 패턴을 남긴다. 질감 있는 마감, 워터마크 및 수제 레이드 페이퍼를 모방한 와이어 패턴은 기계의 후기 단계에서 적절한 롤러를 사용하여 만들 수 있다.
망사 종이는 금속 와이어나 대나무 줄로 만든 틀에서 손으로 종이를 만들 때 남는 작고 규칙적인 선인 "레이드라인"을 보이지 않는다. 레이드라인은 매우 가깝게 배열된다. 이들은 "체인라인"에 수직으로 놓이며, 체인라인은 더 넓게 떨어져 있다. 수제 종이도 유사하게 "덱클 엣지" 또는 거칠고 깃털 같은 가장자리를 보인다.

## 용도

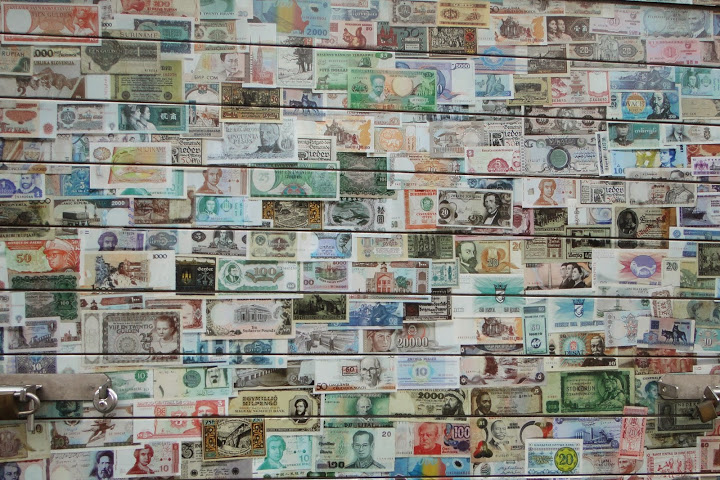
다른 나라의 지폐

종이는 의도된 용도에 따라 다양한 특성을 가질 수 있도록 생산될 수 있다.

### 출판물, 필기용품 또는 정보 용품
- 가치를 나타내는 용도: 지폐, 은행권, 수표, 보안 (참조: 보안지), 바우처, 티켓
- 정보 저장 용도: 책, 공책, 모눈종이, 천공 카드, 사진 용지
- 출판물, 간행물 및 읽기 자료 용도: 책, 신문, 잡지, 포스터, 팸플릿, 지도, 표지, 광고, 광고판.
- 개인용 용도: 일기, 공책, 필기용 패드, 메모 패드, 일지, 플래너, 자신을 위한 메모 등; 임시 개인용: 스크랩 종이
- 업무 및 전문가용 용도: 복사용지, 원장 용지, 타자 용지, 컴퓨터 프린터 용지. 송장, 영수증, 티켓, 바우처, 청구서, 계약서, 공식 양식, 합의서와 같은 양식 및 문서를 위한 특수 용지.
- 소통 용도: 개인 및 단체 간: 편지, 엽서, 항공우편, 전보, 신문용지, 카드지
- 문서 정리 및 발송 용도: 봉투, 파일 폴더, 포장, 포켓 폴더, 칸막이 폴더.
- 예술 작품 및 용도; 도화지, 파스텔, 수채화, 스케치북, 목탄 그림,
- 더 우아한 형태의 종이를 사용하는 특수 인쇄물; 문방구, 양피지,

### 포장 및 산업 용도
- 포장 용도: 골판지 상자, 종이 가방, 봉투, 포장지, 종이 끈
- 청소 용도: 두루마리 휴지, 페이퍼 타월, 티슈.
- 식기 및 용기 용도: 황산지, 종이 접시 및 종이컵, 음료 카톤, 티백, 조미료, 식품 포장, 커피 필터, 컵케이크 컵.
- 건설 용도: 파피에마셰, 종이접기, 종이비행기, 퀼링, 페이퍼 허니콤, 사포 (도구), 복합 재료의 핵심 재료로 사용, 종이 공학, 도화지, 종이 실 및 종이옷
- 기타 용도: 에머리 페이퍼, 블로팅 페이퍼, 리트머스 종이, 만능 지시약 종이, 종이 크로마토그래피, 전기 절연지 (참조: 피시페이퍼), 거름종이, 벽지

종이 기반 저장 솔루션이 1986년 전체의 0.33%를 차지했고 2007년에는 0.007%만을 차지했지만, 절대적인 측면에서 종이에 정보를 저장하는 세계의 용량은 8.7페타바이트에서 19.4 페타바이트로 증가했다는 추정치가 있다. 1986년에는 종이 기반 우편물이 세계 통신 용량의 0.05% 미만을 차지했으며, 디지털 기술의 대규모 도입 이후 급격히 감소하는 추세를 보였다고 추정된다.
종이는 시각 예술에서 중요한 역할을 한다. 종이 자체로 2차원 및 3차원 형태와 콜라주를 형성하는 데 사용된다. 또한 가구 디자인에 사용되는 구조 재료로도 발전했다. 수채화 용지는 오랜 생산 및 사용 역사를 가지고 있다.

## 종류, 두께 및 무게

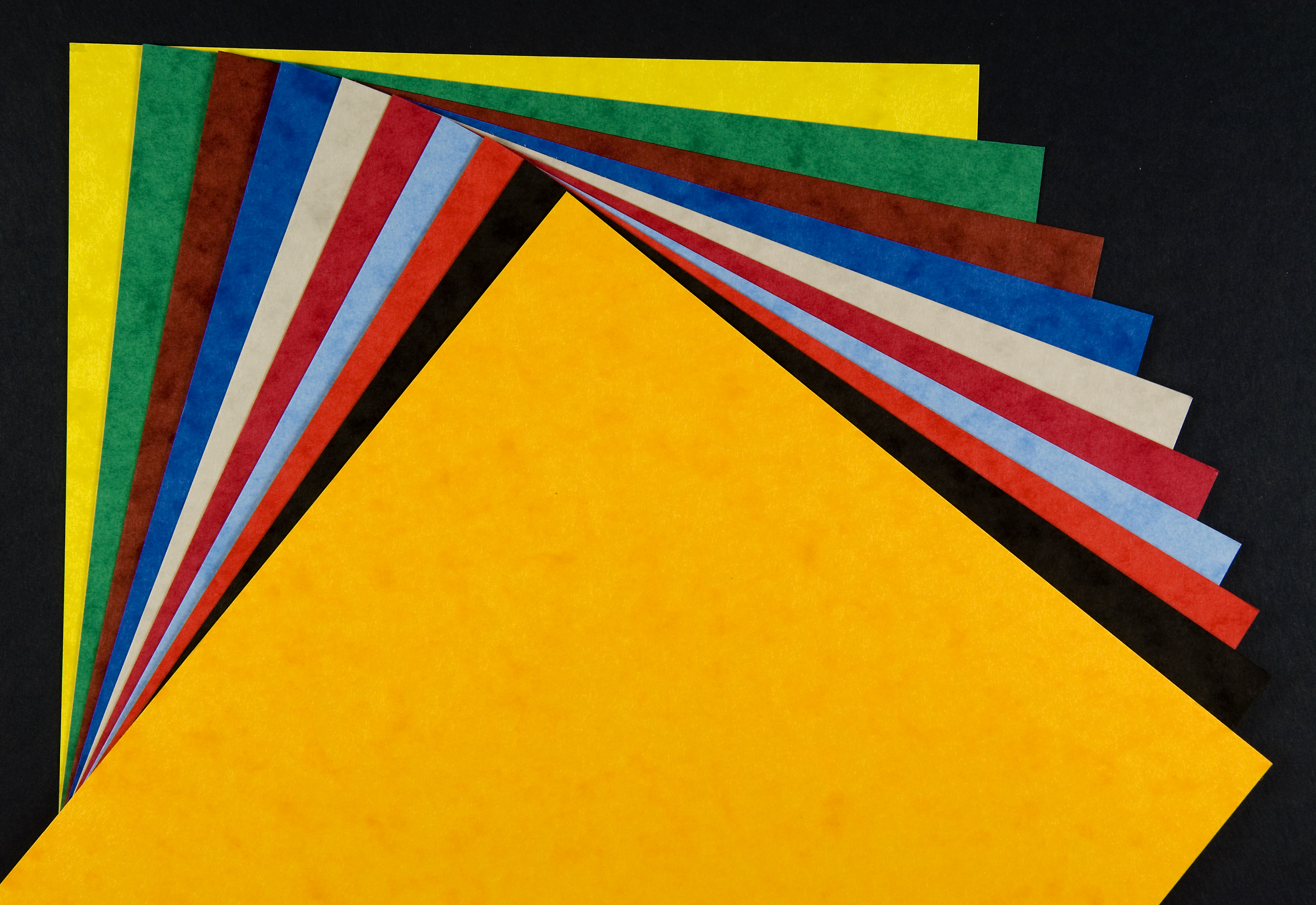
공예용 카드와 종이는 다양한 질감과 색상으로 제공된다.

종이의 두께는 일반적으로 캘리퍼스로 측정되며, 미국에서는 일반적으로 인치의 천분의 일로, 그 외 지역에서는 마이크로미터(μm)로 표시된다. 종이는 0.07 and 0.18 밀리미터 (0.0028 and 0.0071 in) 두께일 수 있다.
종이는 종종 무게로 분류된다. 미국에서는 무게가 판매되는 최종 고객 크기로 절단되기 전의 다양한 "기본 크기" 500장 묶음(ream)의 무게이다. 예를 들어, 20파운드, 8.5 in × 11 in (216 mm × 279 mm) 종이 한 묶음은 더 큰 시트에서 네 조각으로 잘랐기 때문에 5파운드가 나간다. 미국에서 인쇄 용지는 일반적으로 20파운드, 24파운드, 28파운드 또는 최대 32파운드이다. 표지 용지는 일반적으로 68파운드이며, 110파운드 이상은 카드 스톡으로 간주된다.
유럽 및 기타 ISO 216 종이 크기 시스템을 사용하는 지역에서는 종이의 평방 미터당 그램(g/m2 또는 일반적으로 gsm)으로 무게가 표시된다. 인쇄 용지는 일반적으로 60gsm에서 120gsm 사이이다. 160gsm보다 무거운 것은 카드지로 간주된다. 따라서 묶음의 무게는 종이의 치수와 두께에 따라 달라진다.
북미에서 판매되는 대부분의 상업용 용지는 미국 관례 단위를 기반으로 하는 표준 종이 크기로 잘라지며, 종이 한 장의 길이와 너비로 정의된다.
대부분의 다른 국가에서 사용되는 ISO 216 시스템은 종이 한 장의 너비와 길이가 아닌 표면적을 기반으로 한다. 이는 1922년 독일에서 처음 채택되었으며, 국가들이 미터법을 채택하면서 일반적으로 확산되었다. 가장 큰 표준 크기 용지는 A0(A 제로)로, 가로세로가 1189 × 841 mm 정도 되는 1제곱미터이다. A1은 A0 한 장의 절반 크기(즉, 594mm × 841mm)이므로, A1 두 장을 나란히 놓으면 A0 한 장과 같다. A2는 A1 한 장의 절반 크기이며, 이런 식으로 이어진다. 사무실과 가정에서 흔히 사용되는 크기는 A4와 A3(A3은 A4 두 장 크기)이다.
종이의 밀도는 휴지의 250 kg/m3 (16 lb/cu ft)에서 일부 특수 용지의 1500 kg/m3 (94 lb/cu ft)까지 다양하다. 인쇄 용지는 약 800 kg/m3 (50 lb/cu ft)이다.
종이는 일곱 가지 범주로 분류할 수 있다:
- 다양한 종류의 인쇄 용지.
- 상품 및 물품 보호를 위한 포장 용지. 여기에는 왁스지 및 크라프트지가 포함된다.
- 문구 요구 사항에 적합한 필기 용지. 여기에는 원장, 은행, 채권 용지가 포함된다.
- 사이징을 거의 또는 전혀 포함하지 않은 흡수지.
- 주로 예술가 및 디자이너가 사용하는 거친 표면의 드로잉 용지. 카트리지 용지 포함.
- 대부분의 장식 용지, 앵그르 용지, 화지 및 휴지를 포함한 수제 용지. 모두 결 방향이 없는 것이 특징이다.
- 담배 종이, 두루마리 휴지 및 기타 산업 용지를 포함한 특수 용지.

일부 종이 종류는 다음과 같다:
- 은행지
- 바나나 종이
- 본드지
- 도서 용지
- 아트지: 유광 및 무광 표면
- 도화지/설탕지
- 면 종이
- 피시페이퍼 (전기 절연용 가황 섬유)
- 잉크젯 용지
- 크라프트지
- 레이드 페이퍼
- 가죽 종이
- 미라 종이
- 참나무 태그 종이
- 사포 (도구)
- 트러블윗, 특별히 주름진 종이
- 타이벡 종이
- 벽지
- 화지
- 방수 종이
- 황산지
- 망사 종이
- 선지 (종이)
- 미네랄 페이퍼

## 종이 안정성

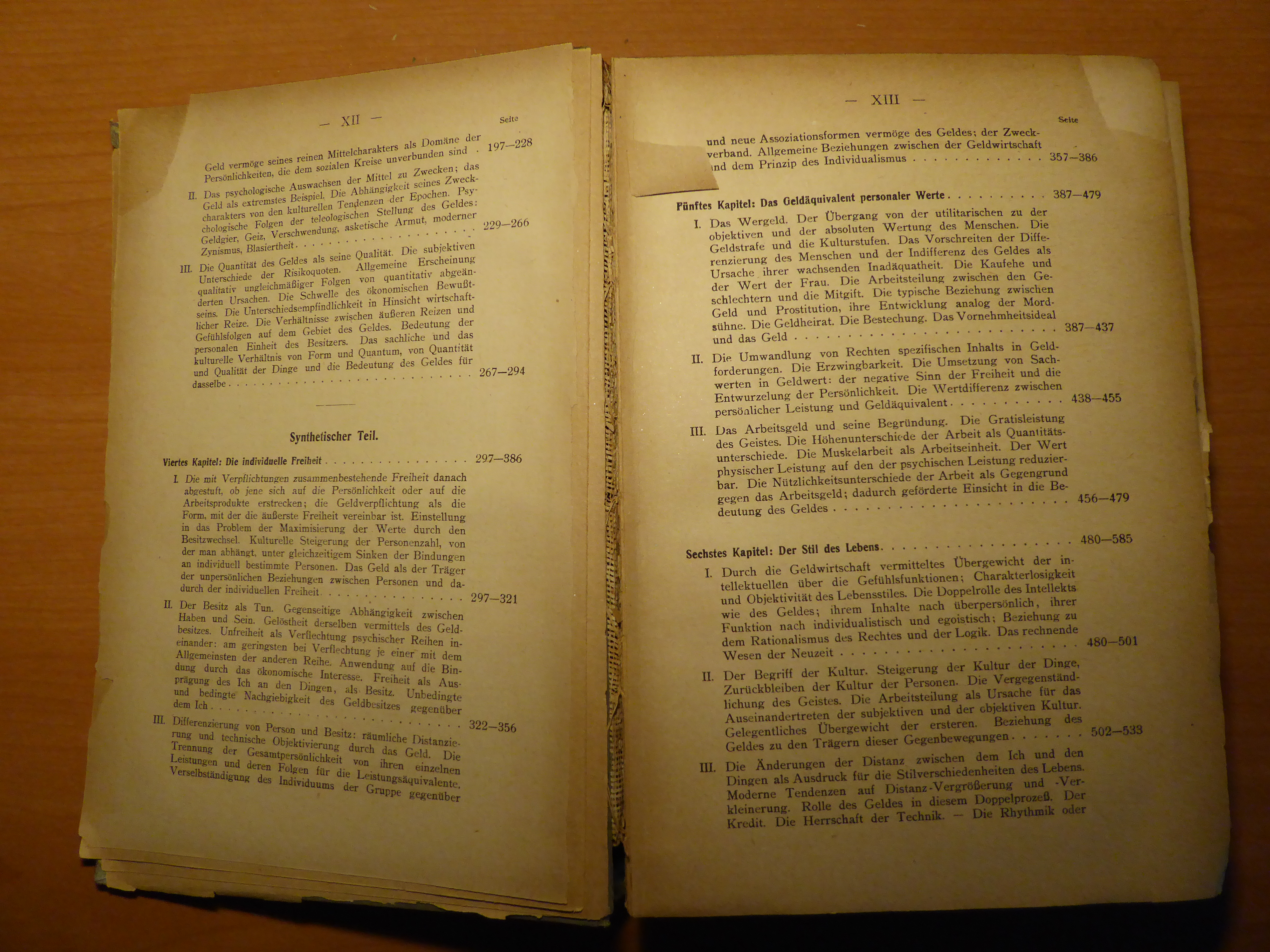
1920년에 산성 종이에 인쇄된 책으로, 100년 후 현재 분해되고 있다.

초기 목재 펄프에서 만들어진 많은 종이에는 상당량의 백반 (화학), 즉 황산 알루미늄 염이 포함되어 있었는데, 이는 상당히 산성이었다. 백반은 종이의 사이징을 돕기 위해 첨가되어, 잉크가 "번지거나" 통제할 수 없이 퍼지지 않도록 어느 정도 방수성을 부여했다. 초기 제지업자들은 제품 제작에서 발생하는 거의 모든 문제를 해결하기 위해 아낌없이 첨가한 백반이 결국 해로울 것이라는 사실을 깨닫지 못했다. 종이를 구성하는 셀룰로스 섬유는 산에 의해 가수분해되며, 백반의 존재는 결국 섬유를 분해하여 산성 종이가 "느린 불"이라고 알려진 과정으로 분해되도록 한다. 넝마 종이에 쓰인 문서는 훨씬 더 안정적이다. 종이를 만드는 데 비산성 첨가제를 사용하는 것이 더욱 널리 보급되고 있으며, 이러한 종이의 안정성은 더 이상 문제가 되지 않는다.
기계 펄프로 만든 종이에는 목재의 주요 구성 요소인 리그닌이 상당량 포함되어 있다. 빛과 산소의 존재 하에서 리그닌은 노란색 물질로 반응하며, 이것이 신문용지와 다른 기계 종이가 시간이 지나면서 노랗게 변하는 이유이다. 표백된 크라프트 또는 아황산 펄프로 만든 종이는 리그닌을 상당량 포함하지 않으므로, 책, 문서 및 종이의 백색도가 필수적인 다른 용도에 더 적합하다.
목재 펄프로 만든 종이가 반드시 넝마 종이보다 내구성이 떨어지는 것은 아니다. 종이의 노화 거동은 섬유의 원래 출처가 아니라 제조 방식에 의해 결정된다. 또한, 미국 의회도서관이 후원한 테스트에 따르면, 셀룰로스 자체에서 개미산, 아세트산, 젖산, 옥살산 등 산이 생성되기 때문에 모든 종이가 산성 부패의 위험에 처해 있음을 입증했다.
기계 펄프화는 사용된 건조 목재 1톤당 거의 1톤의 펄프를 생산하며, 이것이 기계 펄프가 때때로 "고수율" 펄프로 불리는 이유이다. 화학 펄프화의 거의 두 배에 달하는 수율로, 기계 펄프는 종종 더 저렴하다. 대량 판매되는 문고판 서적과 신문은 기계 종이를 사용하는 경향이 있다. 서적 출판사는 양장본 및 트레이드 페이퍼백 서적에 완전 표백된 화학 펄프로 만든 중성지를 사용하는 경향이 있다.

## 환경적 영향
종이의 생산과 사용은 환경에 여러 가지 악영향을 미친다.
전 세계 종이 소비량은 지난 40년간 400% 증가하여 탈산림화를 증가시켰으며, 수확된 나무의 35%가 종이 제조에 사용된다. 대부분의 제지 회사도 숲을 재생하기 위해 나무를 심는다. 고생대 숲 벌목은 목재 펄프의 10% 미만을 차지하지만, 가장 논란이 많은 문제 중 하나이다.
종이 폐기물은 미국에서 매년 발생하는 전체 폐기물의 최대 40%를 차지하며, 이는 미국에서만 연간 7160만 톤의 종이 폐기물이 발생함을 의미한다. 미국 사무직 근로자는 하루 평균 31페이지를 인쇄한다. 미국인들은 또한 연간 약 160억 개의 종이컵을 사용한다.
원소 염소를 이용한 목재 펄프의 재래식 표백은 염소화된 유기 화합물, 특히 염소화된 다이옥신을 대량으로 생산하고 환경으로 방출한다. 다이옥신은 잔류성 유기 오염 물질에 관한 스톡홀름 협약에 의해 국제적으로 규제되는 잔류성 환경 오염 물질로 인정된다. 다이옥신은 독성이 강하며, 인간에게 생식, 발달, 면역 및 호르몬 문제를 포함한 건강 영향을 미친다. 발암성 물질로 알려져 있다. 다이옥신은 동물의 지방 조직에 축적되어 먹이 사슬을 통해 인간에게 노출되는 90% 이상이 주로 고기, 유제품, 생선, 조개류를 통해 이루어진다.
종이 펄프 및 인쇄 산업은 2010년에 전 세계 온실 가스 배출량의 약 1%를 배출했으며, 2012년에는 약 0.9%를 배출했다.

## 현재 생산 및 사용
유엔식량농업기구(FAO)의 연간 "펄프 및 종이 생산 능력 조사" 2022-2024년 판에 따르면 아시아가 북미를 제치고 펄프 및 종이 생산 부문에서 최고의 대륙이 되었다.
FAO의 2021년 통계에 따르면 그래픽 용지 생산량은 2000년대 중반 최고점에서 계속 감소하여 연간 1억 톤 미만을 유지하고 있다. 이와 대조적으로 판지 및 위생 제품을 포함하는 기타 종이 및 판지 생산량은 계속 급증하여 3억 2천만 톤을 초과했다.
FAO는 2010년대 이후 전자 상거래의 확산에 따라 종이 및 판지 생산에서 판지 생산이 확대되고 있음을 문서화했다. FAO의 데이터에 따르면 이는 코로나19 관련 봉쇄로 인해 더욱 촉진되었다.

## 미래
일부 제조업체들은 확장 플라스틱 포장에 대한 새롭고 훨씬 더 환경 친화적인 대안을 사용하기 시작했다. 종이로 만들어진 이 새로운 포장은 상업적으로 PaperFoam이라고 알려져 있으며, 일부 확장 플라스틱 포장과 매우 유사한 기계적 특성을 가지고 있지만, 생분해가 가능하며 일반 종이와 함께 재활용할 수도 있다.
(PFOA와 같은) 합성 코팅과 탄화수소 기반 석유화학 제품의 가격 상승에 대한 환경적 우려가 커지면서, 팝콘 봉투와 같은 고지방 응용 분야에서 종이 코팅으로 제인(옥수수 단백질)에 대한 관심이 집중되고 있다.
또한 타이벡 및 테슬린과 같은 합성 물질이 종이보다 내구성이 강한 인쇄 매체로 도입되었다.